# Žilina (região)
Žilina ou Zilina (eslovaco: Žilinský kraj) é uma região da Eslováquia, sua capital é a cidade de Žilina.

## Demografia
| Ano:        | 1994    | 2004    | 2014    | 2024    |
| ----------- | ------- | ------- | ------- | ------- |
| Broj ljudi: | 682 983 | 694 129 | 690 449 | 686 063 |
| Razlika:    |         | +1,63%  | -0,53%  | -0,63%  |

| Ano:               | 2023    | 2024    |
| ------------------ | ------- | ------- |
| Número de pessoas: | 687 174 | 686 063 |
| Diferença:         |         | -0,16%  |

## Distritos
|                                                                                 |                                                                   |
| - Bytča - Čadca - Dolný Kubín - Kysucké Nové Mesto - Liptovský Mikuláš - Martin | - Námestovo - Ružomberok - Turčianske Teplice - Tvrdošín - Žilina |